# قسم شبخوسلات الريفي
قسم شبخوسلات الريفي () (بالفارسية: دهستان شبخوسلات) هي منطقة سكنية تقع في إيران في Rankuh District. يقدر عدد سكانها بـ 11,201 نسمة .